# Liste der Gouverneure von St. Helena

Flagge des Gouverneurs

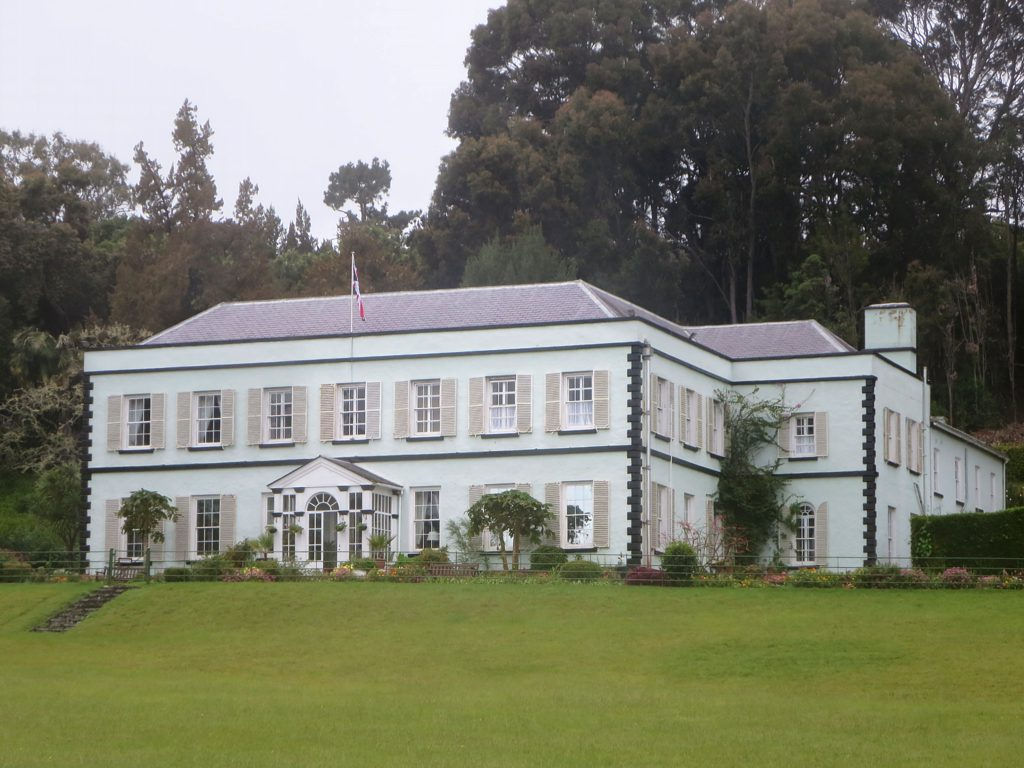
Plantation House, Sitz und Residenz des Gouverneurs

Der Gouverneur von St. Helena und Nebengebieten ist seit Einführung der neuen Verfassung 2009, der Gouverneur von St. Helena, Ascension und Tristan da Cunha.
Bereits seit 1657 wachten Gouverneure (englisch Governor) auf St. Helena. Vor den Gouverneuren der britischen Krone wurden die Gouverneure von der East India Company und zwei von niederländischen Eroberern gestellt. 
Lisa Phillips wurde 2016 zur Gouverneurin berufen. Sie war die erste weibliche Amtsinhaberin in der 359-jährigen Geschichte. Seit 2004 trägt der Gouverneur bei Amtseinführung und anderen wichtigen Anlässen nicht mehr die Gouverneursuniform.

## 1659 bis 1836
Die Gouverneure zwischen 1659 und 1. Januar 1673 sowie vom 15. Mai 1673 bis 24. Februar 1836 gehörten zur East India Company. Zwischen dem 1. Januar 1673 und 15. Mai 1673 wurden diese von der niederländischen Besatzungsmacht gestellt.
| Name               | Lebensdaten                         | Amtszeit                              |
| ------------------ | ----------------------------------- | ------------------------------------- |
| John Dutton        | ? – ?                               | 5. Mai 1659 – 1661                    |
| Robert Stringer    | ? – ?                               | 1661 – 1670                           |
| Richard Coney      | ? – ?                               | März 1671 – 21. August 1672           |
| Anthony Beale      | ? – ?                               | 1672 – 1. Januar 1673                 |
| Jacob de Geus      | ? – ?                               | 1. Januar 1673 – Januar 1673          |
| John Coon          | ? – ?                               | Januar 1673 – 15. Mai 1673            |
| Richard Munden     | ? – ?                               | 15. Mai 1673 – 1673                   |
| Richard Keigwin    | ? – 21. Juni 1690                   | Mai 1673 – 1674                       |
| Richard Field      | ? – ?                               | 1674 – 19. Mai 1678                   |
| John Blackmore     | ? – ?                               | 19. Mai 1678 – 2. Dezember 1690       |
| Joshua Johnson     | ? – ?                               | 2. Dezember 1690 – 21. April 1693     |
| Richard Kelinge    | ? – ?                               | 21. April 1693 – 30. November 1697    |
| Stephen Poirier    | ? – ?                               | 30. November 1697 – 8. September 1707 |
| John Roberts       | ? – ?                               | 24. August 1708 – 7. August 1711      |
| Benjamin Boucher   | ? – ?                               | 7. August 1711 – 28. Juni 1714        |
| Isaac Pyke         | ? – ?                               | 8. Juli 1714 – 13. Juni 1719          |
| Edward Johnson     | ? – ?                               | 13. Juni 1719 – 16. Februar 1723      |
| John Smith         | ? – ?                               | 28. Mai 1723 – 26. Februar 1727       |
| Edward Byfield     | ? – ?                               | 26. Februar 1727 – 24. März 1731      |
| Isaac Pyke         | ? – ?                               | 24. März 1731 – 28. Juli 1738         |
| John Goodwin       | ? – ?                               | 29. Juli 1738 – August 1740           |
| Robert Jenkins     | ? – ?                               | 9. Mai 1741 – 22. März 1742           |
| Thomas Lambert     | ? – ?                               | 22. März 1742 – 9. Juli 1742          |
| David Dunbar       | ? – ?                               | 11. März 1744 – 14. März 1747         |
| Charles Hutchinson | ? – ?                               | 14. März 1747 – 10. März 1764         |
| John Skottowe      | ? – ?                               | 10. März 1764 – 25. Juli 1782         |
| Daniel Corneille   | ? – ?                               | 25. Juli 1782 – 22. Juni 1787         |
| Robert Brooke      | 1744 – 1811                         | 22. Juni 1787 – 13. Juli 1801         |
| Robert Patton      | ? – ?                               | 11. März 1802 – 13. Juli 1807         |
| Alexander Beatson  | 24. Oktober 1759 – 15. Oktober 1830 | 4. Juli 1808 – 22. Juni 1813          |
| Mark Wilks         | 1759 – 1831                         | 22. Juni 1813 – 14. April 1816        |
| Hudson Lowe        | 28. Juli 1769 – 10. Januar 1844     | 14. April 1816 – 25. Juli 1821        |
| Alexander Walker   | ? – ?                               | 11. März 1823 – 14. April 1828        |
| Charles Dallas     | ? – ?                               | 29. April 1828 – 24. Februar 1836     |

## Seit 1836
Mit dem India Act 1833 beschloss im Jahr 1833 das britische Parlament, die Kontrolle über die Insel St. Helena von der East India Company auf die britische Krone übergehen zu lassen. Das Gesetz wurde mit dem 3. April 1834 rechtskräftig, praktisch sollte der Übergang aber noch bis zum 24. Februar 1836 dauern, dem Tag, als der erste bestellte Gouverneur von St. Helena George Middlemore mit seinem 91. Regiment of Foot den Fuß auf den Boden der Insel setzte.
| Name                          | Lebensdaten | Amtszeit                             |
| ----------------------------- | ----------- | ------------------------------------ |
| George Middlemore             | ?–1850      | 24. Februar 1836–6. Januar 1842      |
| Hamelin Trelawney             | 1782–1846   | 6. Januar 1842–3. Mai 1846           |
| Patrick Ross                  | 1778–1850   | 23. November 1846–28. August 1850    |
| Thomas Gore Browne            | 1807–1887   | 18. Juli 1851–15. Dezember 1854      |
| Horatio Nelson Vigors         | 1806–1864   | 15. Dezember 1854–10. Oktober 1856   |
| Edward Hay Drummond Hay       | 1815–1884   | 10. Oktober 1856–3. Juli 1863        |
| Charles Elliot                | 1801–1875   | 3. Juli 1863–29. Januar 1870         |
| Charles George Edward Patey   | 1811–1881   | 4. Februar 1870–1873                 |
| Hudson Ralph Janisch          | 1824–1884   | 1873–10. März 1884                   |
| William Grey-Wilson           | 1852–1926   | 1890–1897                            |
| Robert Armitage Sterndale     | 1839–1902   | 7. Juni 1897–3. Oktober 1902         |
| Henry Lionel Galway           | 1859–1949   | November 1903–1910                   |
| Harry Edward Spiller Cordeaux | 1870–1943   | 21. Februar 1912–1920                |
| Robert Francis Peel           | 1874–1924   | 1920–1925                            |
| Harold Iremonger              | 1882–1937   | 1925                                 |
| Charles Henry Harper          | 1876–1950   | 1925–1932                            |
| Stewart Spencer Davis         | 1875–1950   | 1932–1938                            |
| Henry Guy Pilling             | 1875–1950   | 1938–1941                            |
| William Bain Gray             | 1886–1949   | 1941–1946                            |
| George Andrew Joy             | 1896–1974   | Mai 1947–1954                        |
| James Dundas Harford          | 1899–1993   | 1954–1958                            |
| Robert Edmund Alford          | 1904–1979   | 1960–1963                            |
| John Osbaldiston Field        | 1913–1985   | 1963–1969                            |
| Dermont Art Pelly Murphy      | 1914–1975   | 1969–1971                            |
| Thomas Oates                  | 1917–       | 1972–1977                            |
| Geoffrey Colin Guy            | 1921–2006   | 1977–1981                            |
| John Dudley Massingham        | 1930–       | 1982–1985                            |
| Francis Eustace Baker         | 1933–       | 1985–1988                            |
| Robert Frederick Stimson      | 1939–       | April 1988–1991                      |
| Alan Norman Hoole             | 1942–2000   | 1992–1995                            |
| David Leslie Smallman         | * 1940–     | 1996–1999                            |
| David J. Hollamby             | 1945–2016   | 24. Juni 1999–29. September 2004     |
| Michael Clancy                | 1949–2010   | 15. Oktober 2004–28. Oktober 2007    |
| Andrew Murray Gurr            | * 1944      | 11. November 2007–23. September 2011 |
| Mark Andrew Capes             | * 1954      | 29. Oktober 2011–April 2016          |
| Lisa Honan (Phillips)         |             | 25. April 2016–11. Mai 2019          |
| Philip Edward Rushbrook       | * 1958      | 11. Mai 2019–19. Juni 2022           |
| Nigel Phillips                | *1963       | seit dem 22. August 2022             |